# Горная улица (Санкт-Петербург)
Го́рная улица — улица в историческом районе Коломяги, проходящая от Солунской улицы как продолжение Поклонногорской улицы до 3-й линии 1-й половины.

## История наименования
Первоначальное название улицы (с 1896 года) — Парголовская. Связано с тем, что она была началом дороги в Парголово, которое было крупным селом, и многие названия в XIX веке ориентировались на него. Так параллельно нынешней Горной улице проходит Парголовский переулок.
В рамках упразднения одноимённых названий улиц (Парголовская улица есть в Выборгском районе между 1-м Муринским проспектом и Кантемировской улицей) улицу в Коломягах в 1955 году переименовали в Горную.

## Транспорт
Ближайшая к Горной улице станция метро — «Удельная».
Движение наземного общественного транспорта по улице отсутствует.